# Hojulî
Hojulî (în ucraineană Гожули) este localitatea de reședință a comunei Hojulî din raionul Poltava, regiunea Poltava, Ucraina.

## Demografie
Componența lingvistică a localității Hojulî
     Ucraineană (92,53%)
     Rusă (7,36%)
     Alte limbi (0,06%)
Conform recensământului din 2001, majoritatea populației localității Hojulî era vorbitoare de ucraineană (92,53%), existând în minoritate și vorbitori de rusă (7,36%).